# 新春オールスター大運動会
『新春オールスター大運動会』（しんしゅんオールスターだいうんどうかい）は、1971年から1987年までTBS系列で特別番組として放送されていたTBS製作のスポーツバラエティ番組である。集英社協賛。全16回。
なお第1回と第2回は、後述の通り正月以外に放送されていたが、便宜上本項で取り上げる。

## 概要
フジテレビ系列で放送の『オールスター紅白大運動会』（以降「フジテレビ版」と略記）に続く芸能人対抗運動会番組。体育館を舞台に、多数の芸能人がチーム別に分かれて、様々な競技で競い合うというのはフジテレビ版と同じだが、本番組は芸能人が所属するレコード会社の対抗戦となっており（最終大会1987年は除く）、当初は2社であったが、6社→8社→10社と回を追うごとに参加レコード会社が増えていった。
スタートした当初は正月以外の放送で、正月番組になったのは1974年からである。
放送第1回の収録は日本武道館で行われたが、第2回をもって東京都体育館（後の東京体育館）での収録に変更。以後第15回まで同施設にて行われていたが、最終大会は国立代々木競技場の第一体育館で収録された。
1985年をもってフジテレビ版が終了（その後1994年 - 1996年に復活）し、また1984年・1985年に日本テレビ系列で放送されていた『全日本オールスター選抜大運動会』が終了すると、本番組は唯一の芸能人対抗運動会番組となり、1986年には総合司会担当者を変更。そして1987年にはレコード会社対抗方式から紅白対抗方式に変更したが、この年の放送をもって幕を閉じた。

## 正式タイトルの変遷
- 1971年：歌謡スター紅白大運動会[1]
- 1972年：オールスター紅白大運動会[1]（フジテレビ版と全く同じタイトル）
- 1974年 - 1986年：第〇回レコード〇社対抗'〇〇新春オールスター大運動会[1]
- 1987年：1987年新春オールスター大運動会[1]

## 放送日時
| 回 | 放送年月日    | 放送時間（日本標準時） | 備考                                           |
| -- | ------------- | ---------------------- | ---------------------------------------------- |
| 1  | 1971年6月12日 | 土曜 14:30 - 15:56     |                                                |
| 2  | 1972年9月23日 | 土曜 14:30 - 15:56     |                                                |
| 3  | 1974年1月3日  | 木曜 13:00 - 14:55     | この回から正月特番として放送                   |
| 4  | 1975年1月3日  | 金曜 13:00 - 14:55     | 近畿広域圏におけるネット局はこの回まで朝日放送 |
| 5  | 1976年1月2日  | 木曜 13:00 - 14:55     | 近畿広域圏におけるネット局はこの回から毎日放送 |
| 6  | 1977年1月3日  | 月曜 12:00 - 14:00     |                                                |
| 7  | 1978年1月3日  | 火曜 12:00 - 14:00     |                                                |
| 8  | 1979年1月3日  | 水曜 19:00 - 20:55     | 初のゴールデンタイム放送                       |
| 9  | 1980年1月2日  | 水曜 19:00 - 20:55     |                                                |
| 10 | 1981年1月2日  | 金曜 14:00 - 15:55     |                                                |
| 11 | 1982年1月2日  | 土曜 14:00 - 15:55     |                                                |
| 12 | 1983年1月3日  | 月曜 12:00 - 13:54     |                                                |
| 13 | 1984年1月1日  | 日曜 19:00 - 20:54     | 唯一の元日放送                                 |
| 14 | 1985年1月2日  | 水曜 12:00 - 13:54     | この回からステレオ放送                         |
| 15 | 1986年1月2日  | 木曜 12:00 - 13:54     | 総合司会担当者を変更                           |
| 16 | 1987年1月3日  | 土曜 12:00 - 13:54     | 紅白対抗方式に変更                             |

（参考：『毎日新聞縮刷版』毎日新聞社、1971年6月12日 - 1987年1月3日付のテレビ欄。）

## 出演者

### 総合司会
- 高橋圭三（1971年 - 1985年） - フジテレビ版も第1回のみ、小川宏と共に総合司会を務めた事がある。渡辺の総合司会就任に伴い、1986年と1987年では「大会会長」と「審査委員長」に昇格した。
- 渡辺謙太郎（1986年・1987年。当時TBSアナウンサー） - 1985年までは進行役チーフを務めていた。1986年より総合司会に昇格。
- 三雲孝江（1986年。当時TBSアナウンサー）

### 進行役
- 渡辺謙太郎（当時TBSアナウンサー。チーフ）
- 酒井ゆきえ
- 松宮一彦（当時TBSアナウンサー）
- 生島ヒロシ（当時TBSアナウンサー）
- 小川哲哉
- 山田邦子
- ほか

### 実況
- 石川顕（当時：TBSアナウンサー）
- 宮澤隆（同上）
- ほか

### 踊り
- スクールメイツ

### その他
- イーグルサム - 1984年。開会式に着ぐるみで登場。
- 小林亜星 - 同上。後述の大会讃歌『2001歩のマーチ』紹介のため出演。

## 参加レコード会社
- 日本コロムビア - 第1回から参加。
- ビクター音楽産業（後のビクターエンタテインメント） - 第1回から参加。
- RCA（後にRVC。後のソニー・ミュージックエンタテインメント）
- ポリドール（後のユニバーサルミュージック・ジャパン）
- キャニオン（後のポニーキャニオン）
- CBS・ソニー（後のソニー・ミュージックエンタテインメント）
- 徳間音工（後の徳間ジャパンコミュニケーションズ）
- 東芝EMI（後にEMIミュージック・ジャパン。後のユニバーサルミュージック・ジャパン）
- ワーナー・パイオニア（後のワーナーミュージック・ジャパン） - 10社時代に参加。
- キングレコード - 10社時代に参加。

## 開会式
高橋司会時代には、番組の冒頭で（高橋）「皆様、あけまして」（高橋+観客）「おめでとうございます！」の挨拶の後、高橋による開会宣言と共に選手が入場。続いて前年優勝チームが『見よ、勇者は帰る』の音楽と共に大会会長に優勝旗を返還、そして準優勝チームも会長に準優勝旗を返還する。最後は選手代表（大抵は前年の優勝チームから）による選手宣誓をして終わりになる。
渡辺司会時代は、1986年のみ挨拶と開会宣言が行なわれず、1987年では優勝旗返還と選手宣誓が行なわれなかった。

## 主な競技
100ｍ競争
フジテレビ版同様冒頭で行っていたが、10社時代は中盤に、それも男女別に分け、さらに5社ずつの「A組」「B組」に分け、双方の上位3名が決勝進出となった。
障害物競争
一貫して個人競技だった。こちらも10社時代は5社ずつの「A組」「B組」で行った。
走り高跳び
こちらもフジテレビ版と同じく男女別に行っていた。末期は廃止された。
綱引き
全選手参加の団体競技。1984年からはトーナメント形式に変更された。
シェイプアップクイズ→ジャンボクイズ
全選手参加の生き残り○×クイズ。選手は問題が出題されたら、正解だと思う陣地に移動する。不正解者は失格。これを繰り返し、全問終わった時点で残った選手の多さによってそれぞれの点数が入る。クイズは正月や放送年の干支に関するのが多かった。
ヒップパワーゲーム
10社時代に行われた女子限定競技。いわゆる椅子取りゲームで、女性選手80名が椅子取りを行う。椅子（四つ足スツール）は40脚から開始、20脚→10脚と減らしていき、10名が残ると椅子を円柱状5脚に変更して椅子取りを行い、椅子に選手が乗ったら、椅子の底の紙を破いて出た数字が得点になる（「10点」「15点」「20点」「25点」「30点」の計5種）。
宣伝部対抗リレー
これのみ芸能人ではなく、レコード会社の宣伝部部員が参加する。各部員は大きな社旗を持ってトラックを1周ずつリレーする。
男女混合リレー
最終競技。こちらも10社時代は5社ずつの「A組」「B組」に分けて行い、決勝は行わなかった。

## 閉会式
全選手が開会式と同じ状態に整列したところで、1社ずつ点数を発表し、最高得点を獲得したチームが優勝。優勝チームには『見よ、勇者は帰る』の音楽と共に大会会長から優勝旗とトロフィー・賞状が贈られ、更にチームに副賞として三菱自動車工業から乗用車が1台贈られる。また準優勝チームには準優勝旗・トロフィー・賞状が贈られる。なお8社時代には7位のチームにも「TBS賞」（いわゆるブービー賞）としてカップが贈られる（この他、最下位チームに「最下位賞」が贈られた事もあった）。
この後は個人賞発表、「努力賞」「敢闘賞」「特別賞」「審査員特別賞」などが男女1名ずつ（特別賞は2名ずつ）に贈られ、最後は全選手の中から一番頑張った男女1名ずつに「最優秀選手賞」としてトロフィー・賞状が贈られ、更に副賞としてココ山岡の指輪が贈られた。なお最優秀選手賞は主に優勝チームから出されるが、希に優勝以外のチームから出された事もあった。
最後は大会会長の閉会宣言と共に、全選手がトラックを一周して終わりとなる。

## 大会讃歌
「2001歩のマーチ」
- 作詞：阿久悠 / 作編曲：小林亜星
- 1984年に登場したが、わずか2回しか歌われなかった。
- 当時は日本コロムビアからレコードが発売された（歌：こおろぎ'73・ヤング・フレッシュ）。CDでは2007年発売のコンピレーション・アルバム『たのしい歌入り♪こどもマーチベスト』、2019年発売の『小んなうた 亞んなうた 〜小林亜星 楽曲全集〜歌謡曲編』に収録。